# Кресаній-де-Сус
Кресаній-де-Сус (рум. Crăsanii de Sus) — село у повіті Яломіца в Румунії. Входить до складу комуни Балачу.
Село розташоване на відстані 62 км на схід від Бухареста, 41 км на захід від Слобозії, 149 км на захід від Констанци, 130 км на південний захід від Галаца.

## Населення
За даними перепису населення 2002 року у селі проживали 134 особи, усі — румуни. Усі жителі села рідною мовою назвали румунську.